# Hysteropatella prostii
Hysteropatella prostii är en svampart som först beskrevs av Duby, och fick sitt nu gällande namn av Rehm 1890. Hysteropatella prostii ingår i släktet Hysteropatella och familjen Hysteriaceae.   Inga underarter finns listade i Catalogue of Life.